# La Goda
La Goda és un antic poble del municipi d'Argençola, a la comarca de l'Anoia. Està situat al sud del municipi, sobre un turó de 706 m d'altitud a la caplçalera del torrent de la Goda. Conté l'església de Sant Pere de la Goda.
L'antic terme formà, al s. XIX, un municipi amb Clariana (Clariana i la Goda).